# Claudia Janvier
Claudia Estelle Janvier, född 11 november 2003, är en fransk konstsimmare.

## Karriär
Vid europeiska spelen 2023 i Oświęcim var Janvier en del av Frankrikes lag som tog guld i det akrobatiska lagprogrammet. Vid konstsim-EM 2025 i Funchal var hon en del av Frankrikes lag som tog brons i det tekniska lagprogrammet.